# Hinrich Romeike
Hinrich Romeike (Hamburgo, 23 de maio de 1963) é um cavaleiro alemão.

## Carreira
Em 12 de agosto de 2008, Romeike ganhou a medalha de ouro nos Jogos Olímpicos de Verão de 2008 na modalidade concurso completo de equitação (individual). No mesmo dia ganhou, junto com Ingrid Klimke, Andreas Dibowski, Peter Thomsen e Frank Ostholt, também a medalha de ouro na competição concurso completo de equitação por equipes.
Romeike, que usou o cavalo Marius, é dentista e atualmente vive com sua família em Rendsburg.